# مايك غروفز
مايك غروفز (14 يناير 1943 في نيوزيلندا - ) (بالإنجليزية: Mike Groves)‏ هو لاعب كريكت نيوزلندي. لعب مع نادي مقاطعة سومرست للكريكت ‏ وفريق المحافظة الغربية للكريكت ‏ ونادي الكريكت في جامعة أكسفورد ‏.

## وصلات خارجية
- مايك غروفز على موقع إي آس بي آن كريك إنفو (الإنجليزية)